# زنابير تاجية
زنابير تاجية أو المتوجات أو فصيلة ستيفانيدي (الاسم العلمي: Stephanidae)، فصيلة دبابير طفيلية موّضوعة داخل الفصيلة العليا المتوجاوات، التي لديها 345 نوعًا حيًا على الأقل في 11 جنسًا. تعتبر الفصيلة عالمية التوزيع، مع أعلى تركيز للأنواع في المناطق المناخية شبه الاستوائية والمعتدلة. تحتوي فصيلة المتوجات أيضًا على أربعة أجناس منقرضة موصوفة من كل من الأحفوريات الانضغاطية والشوائب في الكهرمان.